# Mouse on Mars
I Mouse On Mars sono un duo musicale  tedesco (Jan St. Werner da Dusseldorf e Andi Toma da Colonia). Considerati i principali autori del rinnovamento nella scena elettronica tedesca, contaminano techno, trance, disco, ambient, kraut-rock, techno e pop facendo un largo utilizzo di campionatori e sintetizzatori. Nelle esibizioni dal vivo, si avvalgono anche dell'utilizzo di strumenti musicali appartenenti al genere rock, quali batteria, basso e chitarra. I Mouse On Mars traggono ispirazione da gruppi quali Kraftwerk, Faust, Can e Neu!.

## Carriera
Esordirono nel 1994 con l'EP Frosch pubblicato per l'etichetta discografica britannica Too Pure, che ottenne un buon successo nelle classifiche indipendenti. Fu seguito nello stesso anno dal primo album, Vulvaland, lavoro in cui sono evidenti le caratteristiche che distingueranno il caratteristico ed ecletticosound del gruppo. Alla sperimentazione di sonorità, che spaziano dall'ambient alla techno del primo lavoro, fa seguito un secondo album, Iaora Tahiti, datato 1995, più allegro e vario del predecessore. L'album combina dub, jungle e hip-hop con divagazioni nella world-music e nelle sonorità di Tangerine Dream. L'anno successivo uscì il singolo Cache Coeur Naif, che divenne in breve tempo un successo nei club in tutta Europa. Il brano, realizzato con la collaborazione di Laetitia Sadier e Mary Hanson degli Stereolab (con i quali i due componenti tedeschi avevano già lavorato come produttori) è debitore del pop e della lounge. Questo lavoro consolidò la fama del gruppo nei club europei e nella scena musicale internazionale grazie anche a lavori come Autoditacker (1997) e Instrumentals, sempre dello stesso anno.
Dalla collaborazione con il regista statunitense Josh Evans, nacque l'album Glam (1998). Nell'anno 2000, uscì il loro quarto album, Niun Niggung con la Domino Records. L'uso dei classici strumenti musicali, soprattutto nelle performance dal vivo, diventerà una costante. Una tendenza, che si evidenzia nel quinto album, dal nome Ideology (Sonig, 2001) per l'uso di violini, violoncelli, clarinetti, trombe e gran piano. A tale repertorio si attiene anche il sesto lavoro Radical Connector, caratterizzato da una rinuncia alla tendenza minimalista, per una maggiore sonorità pop. La vocazione strumentale coincide con la partecipazione del batterista Dodo NKishi agli ultimi due album.
Dopo una lunga collaborazione con l'etichetta americana Thrill Jockey l'ultimo disco della band per l'etichetta Ipecac Records di Mike Patton, Varcharz, ha svelato aperture al funk e al free-jazz. L'album, tuttavia, non ebbe il successo sperato.
Nel 2021 uscìAAI (sigla di "Anarchic Artificial Intelligence"), un concept album sull'intelligenza artificiale che vede la partecipazione dello studioso di diaspora africana Louis Chude-Sokei, il percussionista Dodo NKishi e l'agenzia di sviluppo di modelli di intelligenza artificiale Birds of Mars.

## Discografia
- 1994 Frosch (EP)
- 1994 Vulvaland
- 1995 Iaora Tahiti
- 1997 Autoditacker
- 1997 Instrumentals
- 1998 Glam
- 2000 Niun Niggung
- 2001 Idiology
- 2004 Radical Connector
- 2005 Live 04
- 2006 Varcharz
- 2007 Tromatic Reflexxions (con Mark E. Smith come Von Südenfed)
- 2012 Parastrophics
- 2018 Dimensional People
- 2021 AAI